# エンテロドン
エンテロドン（学名:Entelodon）は、ユーラシア大陸に生息した鯨偶蹄目エンテロドン科の絶滅した属。古第三紀始新世後期プリアボニアンから漸新世前期ルペリアンの範囲にあたる新生代の地層から化石が発見されている。学名は古代ギリシャ語で「完全な歯」を意味し、完全に真獣類の歯列を持つことを反映している。

## 分類
ユーラシアから産する4つのエンテロドン科動物の一つである。他の3属は中国・上部始新統産のEoentelodon、モンゴル・中部始新統産のProentelodon、中央アジア・中部～上部漸新統の巨大なParaentelodonである。

## 形態
エンテロドンは大型の体躯・細長い四肢・長い鼻先を持つ典型的なエンテロドン科の動物であった。肩高1.35メートル、頭骨長は65センチメートルに達した。
他のエンテロドン科の動物と同様にエンテロドンは真獣類の歯列を持ち、上下顎片側それぞれに門歯3個・犬歯1個・小臼歯3個・大臼歯1個が並んでいた。それぞれの脚の爪先は2本しかなく、高速での走行に向いていた。長く幅広な頭部は短く太い首に支えられ、頬骨は大きく肥大化して頭部の両側から突き出ていた。ブタよりもむしろクジラやカバに近縁であるが、頭骨はブタのそれに似る。食性は雑食性であったと推定されている。

## 生態
エンテロドンの化石は主にヨーロッパから発見されており、遠く離れた中国北部からも標本が1つ発見されている。
模式種Entelodon magnusの生息地はヨーロッパの広範囲に広がり、スペイン・ドイツ・フランス・ルーマニア・コーカサスから化石が発見されている。Entelodon deguilhemiの化石はフランス北部エソンヌ県のコミューン Vayres-sur-Essonne から発掘されている。中華人民共和国内モンゴル自治区からは Entelodon dirus の歯の標本が1本発見されている。

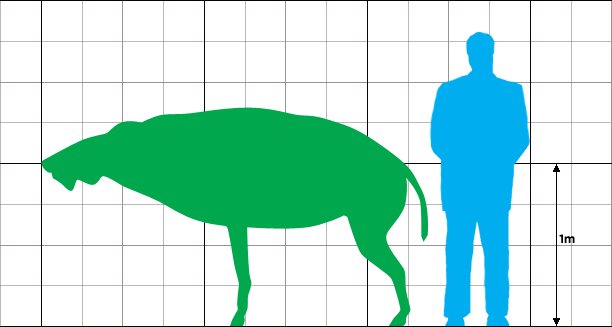
E. deguilhemi とヒトの大きさ比較

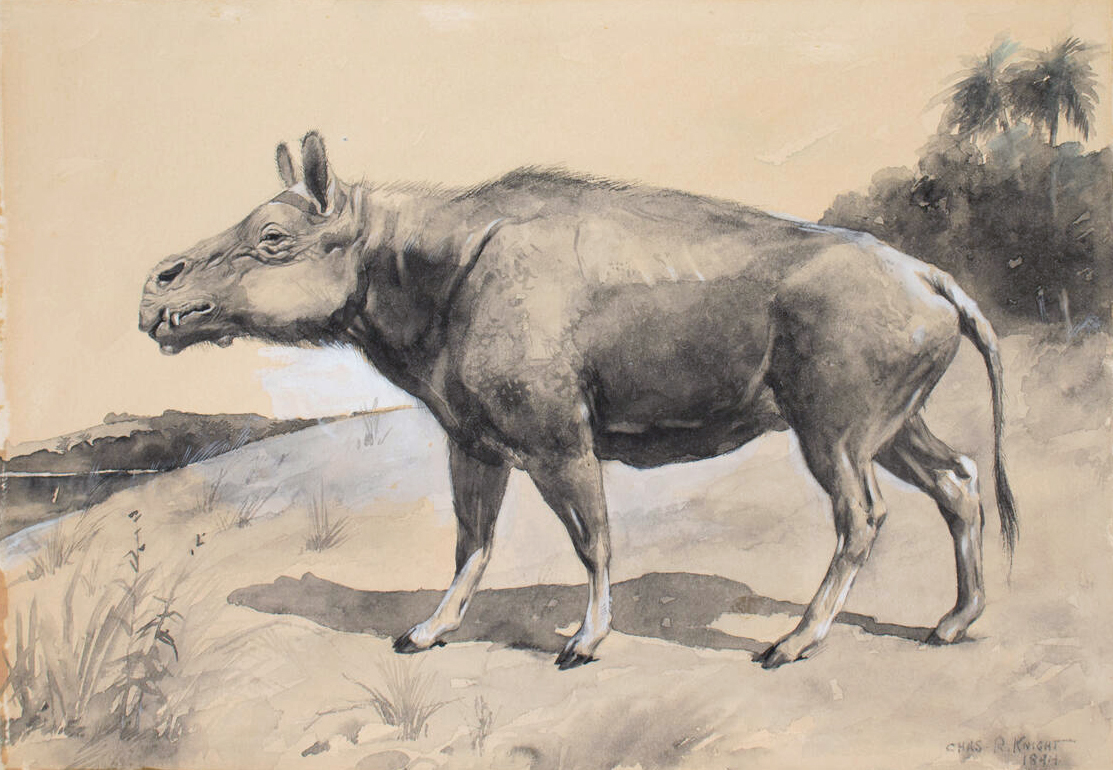
チャールズ・ロバート・ナイトによる復元図